# Servicio Cántabro de Salud

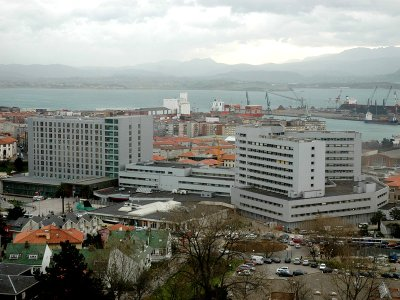
Hospital Universitario Marqués de Valdecilla, adscrito al Servicio Cántabro de Salud.

El Servicio Cántabro de Salud (SCS) es un organismo autónomo de carácter administrativo adscrito a la consejería competente en materia de Sanidad del Gobierno de Cantabria, creado por la Ley de Cantabria 10/2001 de 28 de diciembre , y cuya estructura básica viene regulada en el Decreto 47/2002.
Forma parte del Sistema Nacional de Salud español y se encarga, en Cantabria, de la provisión pública del servicio sanitario, tanto asistencial como preventivo y de rehabilitación.
El Servicio Cántabro de Salud disponía en 2006, último año del que se tienen datos promenorizados, de 7.458 profesionales en su plantilla para ofrecer asistencia sanitaria a través de su red asistencial de atención primaria y atención especializada.

## Funciones
- Gestión de las prestaciones sanitarias en el ámbito de la promoción y protección de la salud, prevención de enfermedades, asistencia sanitaria y rehabilitación que corresponda en el territorio de la comunidad autónoma de Cantabria
- Administración, gestión, control e inspección de las Instituciones, centros y de aquellos servicios sanitarios que están bajo la dependencia de wstos, orgánica y funcionalmente.
- Gestión de los recursos financieros, materiales y humanos que se le concedan para la realización de las funciones arriba comentadas.
- Adopción de medidas preventivas de protección de la salud cuando exista o se sospeche razonablemente la existencia de un riesgo inminente y extraordinario para la salud.
- La ejecución y, en su caso, coordinación de los programas de docencia e investigación.

## Estructura y organización
El Servicio Cántabro de Salud se estructura territorialmente en cuatro demarcaciones denominadas Áreas de Salud: Santander, Laredo, Torrelavega y Reinosa.
Su organización se coordina mediante las siguientes subdirecciones:
- Coordinación Administrativa.
- Asistencia Sanitaria.
- Gestión Económica e Infraestructuras.
- Recursos Humanos.
- Desarrollo y Calidad Asistencial.

## Atención primaria de salud
Es el primer nivel de acceso de los ciudadanos al Sistema Sanitario Público de Cantabria y entre sus elementos caracterizadores están, el ofrecer una atención integral de salud a través de una asistencia preventiva, curativa y rehabilitadora. También comprende la promoción de la salud, la educación en materia sanitaria y la vigilancia sanitaria del medio ambiente. El 18 de octubre de 2010 se modifica la estructura funcional creando la Gerencia Única de Atención Primaria de Laredo que comprende la anterior Gerencia Atención Especializada y la Gerencia Atención Primaria Área II así como la Gerencia de Atención Primaria que comprende las áreas I, III y IV.

### Servicios de atención primaria
Los servicios de atención primaria en Cantabria están constituidos en distritos de atención primaria, los cuales se conocen como zonas básicas de salud, de las que en 2008 existían un total de 37. En cada una de estas zonas se ubican centros de salud y consultorios, en donde se presta la asistencia sanitaria de atención primaria a la población. Cantabria cuenta con un total de 37 centros de salud y 122 consultorios.

## Atención especializada de salud
Ésta ofrece a la población los medios técnicos y humanos necesarios para el diagnóstico, tratamiento y rehabilitación apropiados, que no pueden solventarse en el nivel de atención primaria. El Servicio Cántabro de Salud gestiona los cinco hospitales públicos existentes en Cantabria.

### Servicios de atención especializada
Entre las funciones de la atención especializada se encuentran:
- Apoyo médico y quirúrgico a la Atención Primaria de Salud a través de: 
  - Servicios Hospitalarios:
    - Hospital Universitario Marqués de Valdecilla: se ubica en Santander y es el centro de referencia para toda Cantabria.
    - Hospital Sierrallana: se ubica en Torrelavega y presta servicio a la zona central y occidental de Cantabria.
    - Hospital Comarcal de Laredo: se ubica en la localidad homónima y presta servicio a la zona oriental de la comunidad.
    - Hospital Tres Mares: se ubica en Reinosa y presta servicio al sur de Cantabria.
    - Hospital de la Santa Cruz: se ubica en Liencres, muy cerca de Santander, y en realidad sirve como hospital complementario de Valdecilla en algunos servicios.
- Planificación de la Atención Especializada en el Servicio Cántabro de Salud, coordinando las actuaciones de las Gerencias y Direcciones de Área.
- Participación en actividades docentes y de investigación.
- Coordinación con Atención Primaria a través de Programas Específicos, Formación continuada y establecimiento de Protocolos conjuntos para determinadas patologías o procesos.